# Halophila mikii
Halophila mikii är en dybladsväxtart som beskrevs av J.Kuo. Halophila mikii ingår i släktet Halophila och familjen dybladsväxter. Inga underarter finns listade.